# Bitwa pod Święcianami (VII 1920)
Bitwa pod Święcianami – walki 2 Dywizji Litewsko-Białoruskiej z sowieckim 3 Korpusem Kawalerii Gaja w czasie lipcowej ofensywy Frontu Zachodniego Michaiła Tuchaczewskiego w okresie wojny polsko-bolszewickiej.

## Położenie wojsk przed bitwą
W pierwszej dekadzie lipca przełamany został front polski nad Autą, a wojska Frontu Północno-Wschodniego gen. Stanisława Szeptyckiego cofały się pod naporem ofensywy Michaiła Tuchaczewskiego.
Naczelne Dowództwo nakazało powstrzymanie wojsk sowieckiego Frontu Zachodniego na linii dawnych okopów niemieckich z okresu I wojny światowej.
Obronę rejonu Święcian podjęła grupa gen. Aleksandra Boruszczaka. Ściągnięta z polsko-litewskiej linii demarkacyjnej, 2 Dywizja Litewsko-Białoruska obsadzała rubież obrony Skajtaszyle – Korkożyszki – Dubinka. Oddziały IV Brygady Litewsko-Białoruskiej oraz 8 Dywizja Piechoty obsadziły linię Dzisny. 

## Walki oddziałów
Działania Białostockiego pułku strzelców
6 lipca dowódca Białostockiego pułku strzelców, ppłk Izydor Modelski na stanowisku dowodzenia IV Brygady Litewsko-Białoruskiej  w Nowych Świecianach, otrzymał zadanie, by swoim I batalionem obsadzić odcinek od Pakalniszek wzdłuż Dzisny do Oran z zadaniem obrony linii kolejowej z Nowych Święcian do Wilna.
Dowódca IV BP płk  Stefan Pasławski zmienił jednak rozkaz, a batalion przesunięty został na zagrożony kierunek w rejonie Michałowa. W  Daugieliszkach nastąpił pierwszy kontakt ogniowy, ale batalion maszerował dalej. Wysłany do Michałowa patrol natknął się na oddziały 57 pułku kawalerii sowieckiej. W tej sytuacji batalion przyjął ugrupowanie obronne. Dwie kompanie zajęły  stanowiska na wzgórzach na  wschód od Daugieliszek i podjęły walkę  z trzema szwadronami kawalerii wzmocnionymi artylerią.
Po dwugodzinnej walce Sowieci cofnęli się na wschód, a polski batalion pozostał na swoich pozycjach.
Wieczorem 57 pułk kawalerii zaatakował ponownie, a 58 pułk kawalerii dokonał głębokiego obejścia rejonu obrony batalionu. Batalion kapitana Lewickiego  bronił się skutecznie i atak dwóch pułków kawalerii został odparty. Jednak na skutek niekorzystnego położenia sąsiadów, batalion zmuszony był cofnąć się na stację Ignalino, a osiągnął ją już po północy 9 lipca.
Przed świtem kolejny rozkaz nakazał batalionowi obsadzić pozycję na południe od Ignalina.
Około południa rozpoczęły się walki ze spieszoną kawalerią trwające z małymi przerwami do  późnych godzin wieczornych.
Sytuacja zmieniała się jednak z każdą chwilą. Nieprzyjaciel zbliżał się już  do Nowych Święcian, a Święciany znajdowały  się już w rękach Sowietów. Wobec powyższego także i I/białostockiego ps ruszył na Nowe Święciany. 
Po przybyciu do miasta starł się powtórnie ze spieszoną kawalerią i zmuszony został do wycofania się wzdłuż toru kolejowego w kierunku na Niemenczyn. W odległości 16 kilometrów od Niemenczyna batalion I spotkał  pododdziały II batalionu białostockiego pułku i przeszedł do odwodu
Działania Słuckiego pułku strzelców
II batalion
7 lipca na stację Ignalino przybył II batalion Słuckiego pułku strzelców. Tu otrzymał rozkaz bojowy i rozpoczął marsz w kierunku Widzy z zadaniem obsadzenia odcinka na linii dawnych okopów niemieckich. Podczas marszu spotkano cofające się dwa bataliony 33 pułku piechoty, a dowódca batalionu dowiedział się, że wyznaczona mu rubież obronna jest już w rękach Sowietów. Po ocenie sytuacji, będący przy batalionie dowódca grupy „Turmont” zdecydował bronić Dzisny na odcinku od jeziora Dziana do Mielęgnian. Bataliony 33 pp pozostawił do swojej dyspozycji w odwodzie i zgrupował je w Michałowie.
Nazajutrz Sowieci uderzyli wzdłuż traktu Widze – Ignalino. 6. i 7. kompania zaczęły cofać się. Nie pomógł też kontratak batalionu 33 pp. 
W tym samym czasie z szarżą sowieckiej kawalerii walczyły 5. i 8. kompanie. Uderzenie sowietów było tak potężne, że obie kompanie wyginęły i nigdy już do pułku nie powróciły.
Następną pozycję obronną batalion zajął w rejonie Wilancy. Bataliony 33 pp zorganizowały obronę  koło Nowej Derewni. Na północy  w rejonie wsi Daugieliszki bronił się I batalion Białostockiego pułku strzelców. 
Pierwszy walkę na nowej pozycji przyjął pluton podporucznika Reginiego. Uderzył on na grupujące się do natarcia oddziały sowieckie. W walce cały pluton został wybity szablami, a ciężko ranny dowódca dostał się do niewoli. 
Chwilę potem nastąpiło skrzydłowe natarcie sił głównych nieprzyjaciela. Batalion musiał cofnąć się na druga linię i bronił się w  Nowej Derewni. Walk trwały do godzin popołudniowych.
Tymczasem padły Stare Święciany. Zaczęto odczuwać brak amunicji. Położenie to zmusiło Grupę do dalszego odwrotu wzdłuż toru kolejowego Święciany - Wilno. Koło Czerwonego Dworu batalion  otrzymał rozkaz przejść pod rozkazy dowódcy IV Brygady LB i maszerować do Niemenczyna.
I batalion
8 lipca do Ignalina przybył I batalion Słuckiego pułku strzelców i otrzymał zadanie obsadzenia rubieży jezior Szwimta -Dzisna. Po północy 9 lipca rozpoczął marsz w kierunku Kozaczyzny. Tam też został ostrzelany ogniem broni maszynowej. Uderzył jednak na lewe skrzydło nieprzyjaciela i wyparł go jego pozycji obronnych. Naliczono przeszło 70 zabitych i rannych czerwonoarmistów.
Rano batalion otrzymał rozkaz wycofania się w kierunku na stację kolejową Ignalino i tam zajął stanowiska obronne.
Jednak z powodu utraty Nowych Święcian, zmuszony był wycofać się. Nie zdążyła odejść ze stanowisk jego 1 kompania strzelecka. Walczyła do końca i nigdy do pułku już nie wróciła.
Pozostałe kompanie dotarły do stacji Święciany, gdzie zostały przydzielone do I batalionu Białostockiego pułku strzelców. Po dojściu do Podbrodzia kompanie te skierowano do Niemenczyna. 

## Bilans walk
Oddziały nie w pełni jeszcze zorganizowanej 2 Dywizji Litewsko-Białoruskiej nie zdołały powstrzymać natarcia 3 Korpusu Kawalerii Gaja. Broniąc się na kolejnych pozycjach ponosiły duże straty. Swięciany zostały zdobyte przez wojska sowieckie. Polacy nie kontratakowali. Ogólna sytuacja na froncie była dla nich niekorzystna. Jednostki polskie rozpoczęły odwrót na linię Niemna i Szczary. Na podstawie sowiecko-litewskiego układu z 12 lipca 1920 rejon Święcian został przekazany wojskom litewskim.